# Warner Records
Warner Records (dawniej Warner Bros. Records)  – amerykańska wytwórnia płytowa należąca do Warner Music Group. Międzynarodowo znana jako: WEA International Inc. Powstała 19 marca 1958.